# La Surprise (Watteau)
Pour les articles homonymes, voir La Surprise.
La Surprise est un tableau peint par Antoine Watteau vers 1718.

## Description
L’œuvre montre un homme et une femme embrassés pendant que Mezzetin joue de la guitare et qu’un petit chien, en bas à droite, les observe.

## Historique
Cette huile sur panneau de bois formait, à l’origine, avec son pendant, L'Accord parfait, un diptyque dont Nicolas Hénin, un conseiller du roi et proche de Watteau, fut le premier propriétaire. Ces deux tableaux furent vendus séparément en 1756 par l’héritier d’Hénin, qui a publié une gravure de chacune des deux œuvres par Benoît Audran. La Surprise a ensuite « disparu » de 1770 à 1848, puis une seconde fois de 1848 à 2007.

## Provenance
L’Accord Parfait est au musée d'Art du comté de Los Angeles, mais La Surprise a eu plusieurs propriétaires au fil des ans et a été référencée pour la dernière fois en 1764 dans le catalogue d’un collectionneur qui se présentait comme son propriétaire, la photo a été connue seulement par l’image et une copie qui a paru dans la collection royale de Buckingham Palace à Londres.
L’original a été redécouvert en mars 2008, dans le coin d’une pièce de la maison de campagne d’une famille britannique, par un expert venu y évaluer une autre œuvre. Selon cet expert, le tableau était depuis 1848 dans cette famille, qui en ignorait l’importance et la valeur. Vendue aux enchères le 8 juillet 2008, par Christie's à Londres, La Surprise a atteint une valeur de 15 millions d’euros. 
La toile provient sans aucun doute de la collection de François-Michel Harenc de Presle (1710-1802), qui la met en vente chez Lebrun en 1792 sous le nom de Le Croc-en-jambe, puis qui passe dans la collection de François-Antoine Robit, laquelle est mise en vente par Paillet le 10-18 mai 1801 effectuée à Paris ; l'œuvre, vendue 410 francs à Vendevalle, part ensuite pour Londres dans la famille d'Anne Elizabeth Murray.
Elle est acquise auprès de l'acheteur par le J. Paul Getty Museum de Los Angeles en 2017.

## Œuvres en rapport
Audran le Jeune a gravé la Surprise d'après Watteau, vers 1731, Paris, Bibliothèque nationale de France, département des Estampes.